# Steven P. Darwin
Steven P. Darwin ( 1949 ) es un botánico profesor estadounidense. Obtuvo su B.A. en Botánica, en la Universidad de Drew en 1971; y, su Ph.D. en Botánica, en la Universidad de Massachusetts, en 1976.
Desarrolla su actividad científica en el "Departamento de Ecología y Biología Evolucionaria", de la Universidad de Tuslane, y es profesor y director del herbario de esa Universidad.

## Algunas publicaciones
- Darwin, SP. 2005. Rubiaceae. En: G. Staples and D. Herbst, A Tropical Garden Flora: Plants Cultivated in the Hawaiian Islands and Other Tropical Places. B.P. Bishop Museum Press, Honolulu.
- Ewan, J. [editado por SP Darwin]. 2005. Notes on Louisiana Botany and Botanists, 1718-1975. Sida 21: 2275-2296
- Tercek, MD Hauber; SP Darwin. 2003. Genetic and historical relationships among geothermally adapted Agrostis (bentgrass) of North America and Kamchatka: evidence for a previously unrecognized, thermally adapted taxon. American Journal of Botany 90: 1306-1312
- Wall, DP; SP Darwin. 1999. Vegetational and elevational gradients within a bottomland hardwood forest of southeastern Louisiana. American Midland Naturalist 142: 17-30
- White, DA; SP Darwin. 1995. Woody vegetation of tropical lowland deciduous forests and Mayan ruins in the north-central Yucatan Peninsula, Mexico. Tulane Studies in Zoology and Botany 30: 1-25
- Darwin, SP. 1995. New species of the Timonius flavescens alliance (Rubiaceae: Guettardeae) in Papuasia. Systematic Botany 22: 85-98
- ----. 1994. Systematics of Timonius Subgenus Abbottia (Rubiaceae-Guettardeae). Systematic Botany Monographs 42: 1-86
- Bradburn, AS; SP Darwin. 1993. Type specimens of vascular plants at Tulane University, with a brief history of the Tulane University herbarium. Tulane Studies in Zoology and Botany 29: 73-95
- Darwin, SP. 1993. A revision of Timonius subgenus Timonius (Rubiaceae: Guettardeae). Allertonia 7: 1-39
- Molvray, M; PJ Kores, SP Darwin. 1993. Inexpensive digital data acquisition for morphometric study. Taxon 42: 393-397
- Kores, PJ; M Molvray, SP Darwin. 1993. Morphometric variation in three species of Cyrtostylis (Orchidaceae). Systematic Botany 18: 274-282
- Darwin. SP. 1993. Albert Charles Smith - winner of the 1992 Asa Gray Award. Systematic Botany 18: 1-5
- Chaw, S-M; SP Darwin. 1992. A systematic study of the Paleotropical genus Antirhea (Rubiaceae: Guettardeae). Tulane Studies in Zoology and Botany 28: 25-118
- Darwin, SP; T Feibelman. 1992. Lycianthes asarifolia (Solanaceae), new to North America. Sida 14: 605-606
- ----; AL Welden (eds.) 1992. Biogeography of Mesoamerica - Proceedings of a Symposium. R. T. Stone Center for Latin American Studies, Tulane University. Tulane Studies in Zoology and Botany, Supplementary publication n.º 1, 342 pp.
- Meier, R; P Kores, SP Darwin. 1991. Homoplasy slope ratio and standardized homoplasy index: better measurements of observed homoplasy in cladistic analyses. Systematic Zoology 40: 74-88
- Smith, AC; SP Darwin. 1991. Verbenaceae. In: A. C. Smith, Flora Vitiensis Nova - A New Flora of Fiji 5: 162-216
- ----; SP Darwin. 1991. Lamiaceae. In: A. C. Smith, Flora Vitiensis Nova - A New Flora of Fiji. 5: 216-243
- ----; S-M Chaw. 1990. Bobea. In: W. L. Wagner, D. R. Herbst, and S. H. Sohmer, Manual of the Flowering Plants of Hawai'i (pp. 1114-1118). B. P. Bishop Museum Press
- Smith, AC; SP Darwin. 1988. Rubiaceae. In: A. C. Smith, Flora Vitiensis Nova - A New Flora of Fiji. 4: 143-376. National Tropical Botanical Garden Press
- Darwin, SP. 1979. A synopsis of the indigenous genera of Pacific Rubiaceae. Pacific Tropical Botanical Garden
- ----. 1976. The Pacific species of Ophiorrhiza L. (Rubiaceae). Harold L. Lyon Arboretum

- La abreviatura «S.P.Darwin» se emplea para indicar a Steven P. Darwin como autoridad en la descripción y clasificación científica de los vegetales.[2]